# Dialeto rurbano
O dialeto rurbano é uma proposição no estudo dos dialetos da língua portuguesa. Seria uma variante dialetal existente no Brasil, caracterizado por marcas linguísticas e variações fonológicas associadas ao sotaque e ao vocabulário utilizado por imigrantes rurais, pessoas que que habitavam as zonas rurais e migraram para as cidades muitas vezes em busca de melhores condições socioeconômicas, fenômeno que é chamado de êxodo rural.
Em sentido amplo, esse dialeto origina-se de indivíduos que possuem, na fala, traços característicos de habitantes dos centros urbanos em conjunto com traços da variação dialetal comum em áreas rurais. É uma espécie de mistura de falares com marcas que entrelaçam formas diferentes de linguagem, que se forjando através de diferentes aspectos, tais como historicidade e interação social.
É utilizado por grupos "rurbanos" formados por migrantes que preservam muito seus respectivos antecedentes culturais, principalmente no que tange ao repertório linguístico. Está presente também em comunidades residentes em distritos do interior ou em núcleos semirrurais que recebem influência urbana, seja a partir da mídia ou através do conhecimento e uso de tecnologias agropecuárias.

## História
Historicamente, o processo de migração resultou na inversão demográfica, quanto o percentual da população rural versus cidade. Atualmente, a população rural reduziu e as cidades sofrem grande crescimento de modo a concentrar maior parte dos brasileiros. Com essa centralização, os diversos modos de falar se entrelaçam e dão vida às diversas formas de utilização da língua, tendo em vista que a língua possui um feixe de variedades, em que cada sujeito possui um falar único e traços do seu falar vernáculo. Dessa forma, o conceito de língua passar a incorporar o pressuposto da variação linguística, motivada pela tensão social que operam sobre seus usos, levando em conta o contexto social.